# Antanaclasi
L'antanaclasi è una figura retorica che consiste nell'usare nel medesimo periodo la stessa parola ma con significato diverso, per es.: 
- Non sempre è la rosa rosa.

Crea un effetto particolare quando la stessa parola viene pronunciata, in un dialogo o una causa, da diversi interlocutori. Trova frequente utilizzo negli slogan.